# Moment (probabilités)
Pour les articles homonymes, voir Moment.
 (mai 2023).
Si vous disposez d'ouvrages ou d'articles de référence ou si vous connaissez des sites web de qualité traitant du thème abordé ici, merci de compléter l'article en donnant les références utiles à sa vérifiabilité et en les liant à la section « Notes et références ».
En théorie des probabilités et en statistique, les moments d’une variable aléatoire réelle sont des indicateurs de la dispersion de cette variable. Le premier moment ordinaire, appelé moment d'ordre 1 est l'espérance (la moyenne) de cette variable. Le deuxième moment centré d'ordre 2 est la variance. Le moment d'ordre 3 est l'asymétrie. Le moment d'ordre 4 est le kurtosis.
Le moment dit « ordinaire » d’ordre {\displaystyle r\in \mathbb {N} }  de la variable aléatoire réelle {\displaystyle X} est défini, s’il existe, par l'espérance de {\displaystyle X^{r}}[réf. nécessaire] :
{\displaystyle m_{r}\triangleq \mathbb {E} (X^{r})}
De manière analogue, on définira d’autres moments, étudiés ou évoqués dans la suite de l’article.

## Notion de moment en analyse
La notion de moment en mathématiques, notamment en théorie des probabilités, a pour origine la notion de moment en physique[réf. nécessaire].
Soit une fonction f : I → ℝ continue sur un intervalle I (non réduit à un point) de ℝ.
Étant donné un entier naturel r, le moment d’ordre r de f est défini, sous réserve d’existence, par[réf. nécessaire] :
{\displaystyle m_{r}(f)\triangleq \int _{x\in I}x^{r}\,f(x)\,\mathrm {d} x}

### Critère d’existence
Ce moment d’ordre r est considéré comme existant si et seulement si xr f(x) est intégrable, c’est-à-dire si et seulement si ∫x∈I |xr f(x)| dx converge.
Ainsi, même si le moment est une intégrale impropre convergente, ce moment est tout de même considéré comme non existant.
De cette manière, si un moment n’existe pas à un ordre donné, alors tous les moments d’ordre supérieur n’existent pas non plus. Réciproquement, si un moment existe à un ordre donné, alors tous les moments d’ordre inférieur existent également.

### Espace vectoriel
Pour un entier naturel r donné, l’ensemble des fonctions continues sur I dont le moment d’ordre r existe est un espace vectoriel réel, et l’application mr : f ↦ mr(f) est une forme linéaire sur cet espace vectoriel.

## Définitions
Soit X une variable aléatoire réelle définie sur I, de fonction de répartition FX et de loi de probabilité p.

### Moment ordinaire
Le moment (ou moment ordinaire, ou moment en 0) d’ordre r ∈ ℕ de X est défini, s’il existe, par :
{\displaystyle m_{r}\triangleq \mathbb {E} (X^{r})}
On a donc, d’après le théorème de transfert :
{\displaystyle m_{r}=\int _{x\in I}x^{r}\,\mathrm {d} F_{X}(x)}
Cette intégrale de Stieltjes peut se réécrire :
- si X est discrète : {\displaystyle m_{r}=\sum _{k\in I}k^{r}\,p_{k}}
- si X est absolument continue : {\displaystyle m_{r}=\int _{x\in I}x^{r}\,p(x)\,\mathrm {d} x}

D’après le deuxième axiome des probabilités, on a alors m0 = 1.
On notera que, p étant positive ou nulle sur I (premier axiome des probabilités), le critère d’existence du moment d’ordre r est la convergence de ∑k∈I |k|r pk ou de ∫x∈I |x|r p(x) dx selon le cas.

### Moment centré
Le moment centré d’ordre r ∈ ℕ de X est défini, s’il existe, par :
{\displaystyle \mu _{r}\triangleq \mathbb {E} ([X-\mathbb {E} (X)]^{r})}
On a donc, d’après le théorème de transfert :
{\displaystyle \mu _{r}=\int _{x\in I}[x-\mathbb {E} (X)]^{r}\,\mathrm {d} F_{X}(x)}
Cette intégrale de Stieltjes peut se réécrire :
- si X est discrète : {\displaystyle \mu _{r}=\sum _{k\in I}[k-\mathbb {E} (X)]^{r}\,p_{k}}
- si X est absolument continue : {\displaystyle \mu _{r}=\int _{x\in I}[x-\mathbb {E} (X)]^{r}\,p(x)\,\mathrm {d} x}

Par construction, on a alors μ0 = 1 et μ1 = 0.
D’après le théorème de transfert, on peut également écrire μr(X) = mr(X - 𝔼(X)).

### Moment centré réduit
En posant μ = m1 et σ = √μ2, le moment centré réduit d’ordre r ∈ ⟦2;+∞⟦ de X est défini, s’il existe, par :
{\displaystyle \beta _{r}\triangleq \mathbb {E} \left[\left({\frac {X-\mu }{\sigma }}\right)^{r}\right]}
On a donc βr = μr⁄σr et, par construction, β0 = 1.

### Moment spectral
Les moments spectraux permettent l'étude des vibrations aléatoires dans le domaine fréquentiel. En considérant la densité spectrale de puissance Φ d'une vibration aléatoire, le moment spectral d'ordre i, noté {\displaystyle m_{i}}, peut s'écrire:
{\displaystyle m_{i}\left[\Phi (f)\right]=\int _{-\infty }^{+\infty }(2\pi f)^{i}\Phi (f)\,\mathrm {d} f}

### Moments remarquables
Certains moments, utilisés couramment pour caractériser une variable aléatoire réelle X, sont connus sous un nom particulier :
- l’espérance, moment d’ordre un : {\displaystyle \mu \triangleq m_{1}=\mathbb {E} (X)} ;
- la variance, moment centré d’ordre deux : {\displaystyle \operatorname {V} (X)\triangleq \mu _{2}=\mathbb {E} [(X-\mu )^{2}]}, ainsi que sa racine carrée l’écart type : {\displaystyle \sigma \triangleq {\sqrt {\operatorname {V} (X)}}={\sqrt {\mu _{2}}}} ;
- le coefficient d’asymétrie, moment centré réduit d’ordre trois[2] : {\displaystyle \gamma _{1}\triangleq \beta _{1}=\mathbb {E} \left[\left({\frac {X-\mu }{\sigma }}\right)^{3}\right]} ;
- le kurtosis non normalisé, moment centré réduit d’ordre quatre : {\displaystyle \beta _{2}=\mathbb {E} \left[\left({\frac {X-\mu }{\sigma }}\right)^{4}\right]}.

## Fonction génératrice des moments
La fonction génératrice des moments MX d’une variable aléatoire réelle X est la série génératrice exponentielle associée à la suite (mr)r ∈ ℕ des moments de X, définie au voisinage de 0 et sous réserve d’existence de tous les moments :
{\displaystyle M_{X}(t)\triangleq \sum _{r=0}^{\infty }m_{r}\,{\frac {t^{r}}{r!}}}
Elle peut également s’écrire, au voisinage de 0 et sous réserve d’existence de l’espérance :
{\displaystyle M_{X}(t)=\mathbb {E} \left(\mathrm {e} ^{tX}\right)}
Les dérivées itérées en 0 de cette série génératrice exponentielle valent :
{\displaystyle M_{X}^{(r)}(0)=m_{r}}

## Propriétés

### Dimension
Soit [X] la dimension de la variable aléatoire réelle X.
Les moments ordinaire et centré d’ordre r, s’ils existent, ont pour dimension [X]r.
Le moment centré réduit d’ordre r, s’il existe, est une grandeur sans dimension.

### Transformation affine

#### Sur les moments ordinaires
Le moment ordinaire d’ordre 1, s’il existe, est linéaire :
{\displaystyle \forall (\theta ,\lambda )\in \mathbb {R} ^{2},m_{1}(\theta \,X+\lambda )=\theta \,m_{1}(X)+\lambda }
Le moment ordinaire d’ordre r > 1 de θ X + λ, s’il existe, ne s’exprime pas uniquement en fonction du moment d’ordre r de X :
{\displaystyle \forall (\theta ,\lambda )\in \mathbb {R} ^{2},m_{r}(\theta \,X+\lambda )=\sum _{i=0}^{r}C_{r}^{i}\,\theta ^{r-i}\,\lambda ^{i}\,m_{r-i}(X)=\sum _{i=0}^{r}C_{r}^{i}\,\theta ^{i}\,\lambda ^{r-i}\,m_{i}(X)}
On retrouve ainsi la linéarité de m1 et la constance de m0.

#### Sur les moments centrés
Le moment centré d’ordre r, s’il existe, est invariant par translation et homogène de degré r :
{\displaystyle \forall (\theta ,\lambda )\in \mathbb {R} ^{2},\mu _{r}(\theta \,X+\lambda )=\theta ^{r}\,\mu _{r}(X)}

#### Sur les moments centrés réduits
Par transformation affine de coefficient directeur non nul (afin que σ soit non nul), le moment centré réduit d’ordre r, s’il existe, est simplement multiplié par le signe du coefficient directeur élevé à la puissance r :
{\displaystyle \forall (\theta ,\lambda )\in \mathbb {R} ^{*}\!\!\times \!\mathbb {R} ,\beta _{r-2}(\theta \,X+\lambda )=\operatorname {sgn}(\theta )^{r}\,\beta _{r-2}(X)}
La valeur absolue d’un moment centré réduit est donc invariante par transformation affine de pente non nulle.
En distinguant selon le signe de θ et la parité de r, on peut donc écrire :
{\displaystyle \forall (\theta ,\lambda )\in \mathbb {R} ^{*}\!\!\times \!\mathbb {R} ,\beta _{r}(\theta \,X+\lambda )={\begin{cases}\beta _{r}(X)&{\text{si }}\theta >0{\text{ ou }}r{\text{ est pair}}\\-\beta _{r}(X)&{\text{si }}\theta <0{\text{ et }}r{\text{ est impair}}\end{cases}}}

### Additivité
Soient X et Y deux variables aléatoires réelles, on a alors :
- {\displaystyle m_{1}(X+Y)=m_{1}(X)+m_{1}(Y)}

Si X et Y sont indépendantes, on a en outre :
- {\displaystyle \mu _{2}(X+Y)=\mu _{2}(X)+\mu _{2}(Y)}
- {\displaystyle \mu _{3}(X+Y)=\mu _{3}(X)+\mu _{3}(Y)}

Cette propriété d’additivité n’existe que pour les trois moments particuliers cités. Les mesures de risque vérifiant cette propriété sont appelés les cumulants.

### Relations entre moments ordinaires et moments centrés

#### Moments centrés en fonction des moments ordinaires
Le moment centré d’ordre r, s’il existe, s’écrit :
{\displaystyle \mu _{r}=\sum _{i=0}^{r}C_{r}^{i}\,m_{r-i}\,(-m_{1})^{i}=\sum _{i=0}^{r}C_{r}^{i}\,m_{i}\,(-m_{1})^{r-i}}
En rappelant que m0 = 1, les premiers moments centrés s’expriment donc, en fonction des moments ordinaires :
{\displaystyle \mu _{2}=m_{2}-m_{1}^{2}}
{\displaystyle \mu _{3}=m_{3}-3\,m_{2}\,m_{1}+2\,m_{1}^{3}}
{\displaystyle \mu _{4}=m_{4}-4\,m_{3}\,m_{1}+6\,m_{2}\,m_{1}^{2}-3\,m_{1}^{4}}
{\displaystyle \mu _{5}=m_{5}-5\,m_{4}\,m_{1}+10\,m_{3}\,m_{1}^{2}-10\,m_{2}\,m_{1}^{3}+4\,m_{1}^{5}}
{\displaystyle \mu _{6}=m_{6}-6\,m_{5}\,m_{1}+15\,m_{4}\,m_{1}^{2}-20\,m_{3}\,m_{1}^{3}+15\,m_{2}\,m_{1}^{4}-5\,m_{1}^{6}}

#### Moments ordinaires en fonction des moments centrés
Réciproquement, en posant μ = 𝔼(X), le moment ordinaire d’ordre r, s’il existe, s’écrit :
{\displaystyle m_{r}=\sum _{i=0}^{r}C_{r}^{i}\,\mu _{r-i}\,\mu ^{i}=\sum _{i=0}^{r}C_{r}^{i}\,\mu _{i}\,\mu ^{r-i}}
En rappelant que μ0 = 1 et μ1 = 0, les premiers moments ordinaires s’expriment donc, en fonction des moments centrés et de μ :
{\displaystyle m_{2}=\mu _{2}+\mu ^{2}}
{\displaystyle m_{3}=\mu _{3}+3\,\mu _{2}\,\mu +\mu ^{3}}
{\displaystyle m_{4}=\mu _{4}+4\,\mu _{3}\,\mu +6\,\mu _{2}\,\mu ^{2}+\mu ^{4}}
{\displaystyle m_{5}=\mu _{5}+5\,\mu _{4}\,\mu +10\,\mu _{3}\,\mu ^{2}+10\,\mu _{2}\,\mu ^{3}+\mu ^{5}}
{\displaystyle m_{6}=\mu _{6}+6\,\mu _{5}\,\mu +15\,\mu _{4}\,\mu ^{2}+20\,\mu _{3}\,\mu ^{3}+15\,\mu _{2}\,\mu ^{4}+\mu ^{6}}

## Estimateur non biaisé des moments ordinaires
À partir d’un échantillon {X1, X2, …, Xn} de la variable aléatoire réelle X, on peut utiliser comme estimateur sans biais du moment ordinaire d’ordre r, s’il existe, l’estimateur suivant :
{\displaystyle {\hat {m_{r}}}={\frac {1}{n}}\sum _{i=1}^{n}X_{i}^{\ r}}

## Problème des moments
Tandis que le calcul des moments consiste à déterminer les moments mr d’une loi de probabilité p donnée, le problème des moments consiste inversement à étudier l’existence et l’unicité d’une loi de probabilité p dont les moments mr sont donnés.

## Extension de la notion de moment
Sur le modèle des moments 𝔼(Xr), d’autres moments peuvent être définis :
- le moment inverse en 0 d’ordre r sur I ∌ 0 : {\displaystyle \mathbb {E} (X^{-r})} ;
- le moment logarithmique d’ordre r sur I ⊂ ℝ*
+ ;
  - le moment logarithmique d'ordre 1 apparait dans la définition de l'entropie de Shannon
- le moment factoriel d’ordre r : {\displaystyle \mathbb {E} \left[(X)_{r}\right]} (factorielle décroissante).